# 中村曜子
中村 曜子（なかむら ようこ、1926年2月21日 - 1992年2月10日）は、日本の美術商。月光荘社長。ピアニスト中村紘子の生母としても知られる。

## 経歴
中村正次、かきをの長女として生まれる。父の正次は山梨県の出で、「軍人」と伝えられることもあったが、正確には憲兵であった。父の転任に伴ってたびたび転居を繰り返し、満州にいたこともあるという。
高等女学校に入学するころ東京に移り、市ヶ谷近辺の官舎に居住。1期生として東京都立桜町高等女学校（現・東京都立桜町高等学校）に学び、1943年に同校を卒業した後、2年制の同校家庭科に進むが、家庭科1年のとき陸軍士官学校教官の野村典夫の子を宿し、疎開先の山梨県塩山で1944年7月に紘子を出産した。ただしこの時、曜子は典夫に断りなく紘子を自らの妹（すなわち中村正次、かきをの三女）として入籍した。その理由について、典夫は「私が出征、戦地にいっている間にね、死んだときのことを見越した」と説明している。
典夫は1915年、東京に生まれ、1937年、陸軍士官学校（49期）を銀時計で卒業。1942年11月、輜重兵第7連隊付の大尉として北海道旭川市に赴任。曜子と典夫は1943年に桜町高女校長の媒酌により九段会館で挙式し、短期間、東中野の新居で暮らしたが、典夫が旭川に単身赴任したため両者は別居生活を送った。典夫はその後、1944年10月に少佐として士官学校教官に再任している。1944年12月、陸軍大学校（59期）を卒業した。
1945年10月4日、父の正次が中国大陸の武昌で自決。当時、正次は第6方面軍憲兵隊乙憲兵隊隊長（少佐）だったが、進駐米軍から米軍飛行士殺害について追及され、処刑を免れるために自害したと伝えられる。
一方、旭川を原隊として敗戦時には千葉県沿岸警備の第52軍に参謀として在籍していた典夫は、復員後、1946年ごろ東京都世田谷区等々力に家を買って移住し、全国教育図書株式会社で主に地図の出版に携わったが、兵書の刊行を企画して失敗。やがて、紘子を勝手に自らの妹として入籍した曜子の行為が原因で夫婦仲が悪化し、典夫は等々力の家を去り、1953年～1954年頃に離婚の同意が成立した。
この間、印刷会社に勤めていた曜子は1949年に独立し、東京都中央区八丁堀で印刷会社を始める。1958年には東京都港区西新橋に資本金500万円で泰東印刷株式会社を設立。同じ頃、安宅産業2代目の安宅英一と知り合い、安宅の庇護下に紘子を慶應義塾幼稚舎に通わせ、レオニード・コハンスキーや井口愛子のもとでピアノを習わせた。
1962年、等々力の家を売却して横浜市港北区日吉に移住。このとき、自らの居宅以外に、学生アパート「李青舎」をも購入している。やがて、「子供がピアノをやっているから、夫婦別れみたいなことは具合が悪い」との理由で、典夫の合意のもとに「紘子の父は戦死した」と申し立てるようになった。
銀座の画廊「月光荘」の2代目橋本百蔵（慶應義塾幼稚舎から中等部にかけての紘子の上級生）が曜子を慕っていたことから、1967年、月光荘の経営に参画するに至る。同年10月、慶應義塾中等部の父兄同士という縁から親しくなった日魯漁業社長平野赳の肝煎りで、銀座月光荘ビル地下1階に限定会員制アートクラブ「サロン・ド・クレール」を開設し、その女主人となる。このサロンには、松山茂助（サッポロビール社長）、小山五郎（三井銀行社長）、太田剛（東洋電機製造社長）、伍堂輝雄（日本航空常勤顧問）、北裏喜一郎（野村證券社長）、永野重雄（新日本製鐵会長）、武見太郎（日本医師会会長）、谷村裕（東京証券取引所理事長）、駒井健一郎（日立製作所会長）、渡辺省吾（日興証券会長）、斎藤英四郎（日本経団連会長）、岡田茂（三越社長）、金鍾泌（大韓民国国務総理）、松前重義（社会党衆議院議員）、千宗室（茶道裏千家家元）、三島由紀夫（作家）、浅利慶太（演出家）、相沢英之（自由民主党衆議院議員）、中曽根康弘（内閣総理大臣）、石田博英（自由民主党衆議院議員）、円城寺次郎（日本経済新聞社会長）、嘉門安雄（美術評論家、東京都現代美術館長）といった財界人や文化人が集まった。一方で、月光荘の資金源として浅田満（ハンナン会長）や森下安道（アイチコーポレーション会長）、北見義郎（北見事務所社長）、小谷光浩（仕手集団「光進」代表）といった「闇人脈」が関与していたことも指摘されている。
1970年、大阪万博を機にソ連絵画を扱い始め、成功を収める。1976年、資本金4000万円でヴォルガ川下りの旅行会社「株式会社ルナ・メチタ・エキスプレス」を設立し、社長に就任。同年、財団法人国際美術協会を設立。1977年には、この財団を背景に、月光荘の斜向かいのリッカービル3階に「東京国際美術館」を開き、ロシア絵画を常設展示。永野重雄から「彼女はボクの事業家としての師匠でしてね。ボクと小山五郎は彼女の弟子ですよ」、岡田茂からは「俺にかわって百貨店の経営ができる女だ」と経営手腕を賞賛されるに至った。その他にも、安宅産業の元部長を引きとってソ連株を扱う「ルナ・トレーディング」、ソ連文化省やソ連美術家同盟などの協力下に季刊ソ連芸術誌『カルチーナ』を創刊するなど、親ソ的な事業を次々と展開したため、KGBのスパイではないかとの憶測も囁かれたが、1983年、レフチェンコは「彼女はソ連のスパイではない。ソ連は彼女の親ソ的な発言と存在に十分満足していた」と、この疑惑を否定している。
1985年、世界救世教に対し、レオナルド・ダ・ヴィンチの贋作「『岩窟の聖母』の聖母の顔のための習作」を21億5000万円で売り込もうとした事件（月光荘事件）を起こし、国際的なスキャンダルとなる。1987年、月光荘社長から会長に昇格。
月光荘が「『岩窟の聖母』の聖母の顔のための習作」をイタリアから無断で持ち出したことがイタリアの文化財保護法に抵触する行為として問題視され、1988年初頭、ミラノ検察庁が捜査を開始。1988年6月8日、世界救世教総長らと共にミラノ検察庁に起訴される。
1989年3月、月光荘が会社更生法の適用を東京地裁に申請し倒産。負債総額は188億円にのぼる。ただし、月光荘の絵の具・画材部門だけはその後も存続している。
1989年9月、月光荘副社長橋本百蔵と共にゴルフ場会社の役員から預かったルノワール『花束』を1億4500万円で売却し、その代金を横領した容疑で東京地検に書類送検される。
1992年2月、筋萎縮性側索硬化症で死去。なお、野村典夫は曜子と離婚した後、別の女性と再婚して子供を儲け、1988年3月に肺炎で死去している。